# Єврокубок з баскетболу 2023—2024
Єврокубок 2023—2024 — 22-й розіграш другого за значимістю міжнародного європейського турніру серед чоловічих професійних баскетбольних команд. Гран-Канарія минулорічний переможець, вибув на стадії 1/8 фіналу.

## Учасники
У дужках вказані місця, які посіли учасники у своїх національних лігах після плей-оф у минулому сезоні.
| Регулярний сезон          | Регулярний сезон           | Регулярний сезон           | Регулярний сезон               |
| ------------------------- | -------------------------- | -------------------------- | ------------------------------ |
| Будучност (3-є)[1]        | Гамбург Таверс (15-е)      | Ховентуд де Бадалона (4-е) | Хапоель Тель-Авів (2-е)        |
| Цедевіта Олімпія (4-е)[1] | Венеція (5-е)              | Гран-Канарія (7-е)         | Шльонськ Вроцлав (2-е)         |
| Бург (4-е)                | Аквіла Баскет Тренто (6-е) | Тюрк Телеком (3-є)         | Університатя Клуж-Напока (1-е) |
| Париж (9-е)               | Літкабеліс (3-є)           | Бешикташ (14-е)            | Прометей (1-е)[2]              |
| Ратіофарм Ульм (1-е)      | Вулвз (5-е)                | Аріс (8-е)                 | Лондон Лайонс (1-е)            |

### Виноски
1. ^ 1: Будучност і Цедевіта Олімпія кваліфікувалися до Єврокубку через Лігу ABA.
2. ^ 2: Прометей кваліфікувався до Єврокубку через Латвійсько-естонську баскетбольну лігу.

## Жеребкування
20 команд розбиті на дві групи по 10. Команди з однієї ліги не можуть бути в одній групі, за винятком випадків, коли в регулярному чемпіонаті беруть участь більше двох клубів з однієї ліги. Для жеребкування команди посіяні в 10 горщиків відповідно до рейтингу клубів на основі їх виступів у європейських змаганнях протягом трирічного періоду, а найнижча можлива позиція, яку будь-який клуб з цієї ліги може посісти в жеребкуванні, розраховується шляхом додавання результатів найгіршої команди з кожної ліги.
| 1 кошик                              | 2 кошик                                   | 3 кошик                                   | 4 кошик         | 5 кошик                        |
| ------------------------------------ | ----------------------------------------- | ----------------------------------------- | --------------- | ------------------------------ |
| Тюрк Телеком (120) Хапоель Тель-Авів | Ховентуд де Бадалона (104) Будучност (92) | Цедевіта Олімпія (85) Ратіофарм Ульм (82) | Бург (78) Париж | Венеція (72) Тюрк Телеком (71) |

| 6 кошик          | 7 кошик       | 8 кошик                                  | 9 кошик                        | 10 кошик                                         |
| ---------------- | ------------- | ---------------------------------------- | ------------------------------ | ------------------------------------------------ |
| Літкабеліс Вулвз | Аріс Бешикташ | Гамбург Таверс Аквіла Баскет Тренто (66) | Шльонськ Вроцлав Прометей (42) | Лондон Лайонс (29) Університатя Клуж-Напока (23) |

## Регулярний сезон

### Група A
| Поз | Команда              | І  | В  | П  | ОЗ   | ОП   | РГ   | Кваліфікація |
| --- | -------------------- | -- | -- | -- | ---- | ---- | ---- | ------------ |
| 1   | Париж                | 18 | 17 | 1  | 1754 | 1401 | +353 | 1/4 фіналу   |
| 2   | Хапоель Тель-Авів    | 18 | 13 | 5  | 1729 | 1600 | +129 | 1/4 фіналу   |
| 3   | Лондон Лайонс        | 18 | 12 | 6  | 1608 | 1546 | +62  | 1/8 фіналу   |
| 4   | Прометей             | 18 | 10 | 8  | 1598 | 1574 | +24  | 1/8 фіналу   |
| 5   | Ховентуд де Бадалона | 18 | 10 | 8  | 1517 | 1503 | +14  | 1/8 фіналу   |
| 6   | Бешикташ             | 18 | 9  | 9  | 1400 | 1428 | −28  | 1/8 фіналу   |
| 7   | Вулвз                | 18 | 8  | 10 | 1462 | 1550 | −88  |              |
| 8   | Венеція              | 18 | 8  | 10 | 1507 | 1538 | −31  |              |
| 9   | Гамбург Таверс       | 18 | 2  | 16 | 1478 | 1762 | −284 |              |
| 10  | Цедевіта Олімпія     | 18 | 1  | 17 | 1509 | 1660 | −151 |              |

Результати
| Команда              | БЕШ    | ЦЕД     | ХТА    | ХОВ    | ЛОН    | ПАР     | ПРО     | ВЕН    | ГАМ     | ВУЛ    |
| -------------------- | ------ | ------- | ------ | ------ | ------ | ------- | ------- | ------ | ------- | ------ |
| Бешикташ             | —      | 73–66   | 73–94  | 81–85  | 80–83  | 72–95   | 92–70   | 74–68  | 90–78   | 72–59  |
| Цедевіта Олімпія     | 83–88  | —       | 80–95  | 87–88  | 85–92  | 77–93   | 83–90   | 93–104 | 83–86   | 78–86  |
| Хапоель Тель-Авів    | 81–75  | 100–73  | —      | 103–99 | 96–100 | 86–104  | 105–113 | 100–81 | 118–101 | 89–80  |
| Ховентуд де Бадалона | 62–63  | 83–81   | 85–91  | —      | 76–87  | 94–101  | 79–76   | 89–81  | 108–76  | 107–98 |
| Лондон Лайонс        | 93–72  | 101–95  | 90–98  | 80–82  | —      | 102–106 | 89–88   | 76–69  | 81–83   | 80–85  |
| Париж                | 63–68  | 119–66  | 114–87 | 89–82  | 94–77  | —       | 93–72   | 100–70 | 120–91  | 105–78 |
| Прометей             | 89–70  | 105–100 | 98–89  | 94–80  | 87–99  | 79–96   | —       | 89–82  | 97–77   | 91–64  |
| Венеція              | 106–96 | 95–87   | 81–97  | 79–64  | 91–95  | 75–81   | 108–92  | —      | 94–77   | 57–75  |
| Гамбург Таверс       | 83–94  | 83–114  | 72–111 | 90–96  | 94–100 | 69–105  | 83–97   | 83–90  | —       | 71–84  |
| Вулвз                | 90–88  | 91–89   | 81–89  | 79–94  | 87–101 | 79–110  | 85–71   | 77–93  | 94–84   | —      |

### Група B
| Поз | Команда                  | І  | В  | П  | ОЗ   | ОП   | РГ   | Кваліфікація |
| --- | ------------------------ | -- | -- | -- | ---- | ---- | ---- | ------------ |
| 1   | Бург                     | 18 | 14 | 4  | 1486 | 1368 | +118 | 1/4 фіналу   |
| 2   | Університатя Клуж-Напока | 18 | 13 | 5  | 1519 | 1461 | +58  | 1/4 фіналу   |
| 3   | Гран-Канарія             | 18 | 12 | 6  | 1567 | 1408 | +159 | 1/8 фіналу   |
| 4   | Ратіофарм Ульм           | 18 | 10 | 8  | 1502 | 1522 | −20  | 1/8 фіналу   |
| 5   | Аріс                     | 18 | 9  | 9  | 1335 | 1334 | +1   | 1/8 фіналу   |
| 6   | Тюрк Телеком             | 18 | 8  | 10 | 1433 | 1421 | +12  | 1/8 фіналу   |
| 7   | Будучност                | 18 | 8  | 10 | 1413 | 1443 | −30  |              |
| 8   | Аквіла Баскет Тренто     | 18 | 7  | 11 | 1409 | 1485 | −76  |              |
| 9   | Літкабеліс               | 18 | 7  | 11 | 1466 | 1544 | −78  |              |
| 10  | Шльонськ Вроцлав         | 18 | 2  | 16 | 1371 | 1515 | −144 |              |

Результати
| Команда                  | АРІ   | БУД   | ТРЕ   | ГРА    | ЛІТ     | БУР    | УЛМ    | ШЛН     | ТТЕ    | УКН     |
| ------------------------ | ----- | ----- | ----- | ------ | ------- | ------ | ------ | ------- | ------ | ------- |
| Аріс                     | —     | 76–75 | 84–77 | 66–82  | 69–60   | 68–76  | 88–99  | 93–71   | 68–66  | 59–61   |
| Будучност                | 63–65 | —     | 98–96 | 90–77  | 76–65   | 78–74  | 80–84  | 103–89  | 73–96  | 77–79   |
| Аквіла Баскет Тренто     | 69–67 | 78–97 | —     | 73–87  | 76–70   | 72–79  | 83–85  | 85–79   | 101–96 | 60–98   |
| Гран-Канарія             | 93–65 | 97–70 | 76–98 | —      | 88–77   | 84–76  | 111–82 | 81–77   | 73–83  | 111–113 |
| Літкабеліс               | 84–74 | 81–83 | 92–93 | 84–92  | —       | 100–96 | 94–90  | 91–75   | 93–86  | 92–87   |
| Бург                     | 72–65 | 78–73 | 79–67 | 92–84  | 104–71  | —      | 81–85  | 90–74   | 86–67  | 92–88   |
| Ратіофарм Ульм           | 66–86 | 84–67 | 80–70 | 103–99 | 99–74   | 84–89  | —      | 108–103 | 79–85  | 81–85   |
| Шльонськ Вроцлав         | 63–80 | 79–80 | 75–84 | 68–92  | 71–75   | 63–72  | 100–88 | —       | 70–86  | 67–70   |
| Тюрк Телеком             | 85–95 | 79–77 | 78–70 | 69–82  | 88–73   | 64–68  | 78–91  | 71–80   | —      | 95–84   |
| Університатя Клуж-Напока | 90–74 | 89–74 | 88–83 | 70–92  | 120–111 | 89–98  | 86–75  | 80–76   | 80–71  | —       |

## Плей-оф

### 1/8 фіналу
Матчі пройшли 5–6 березня 2024 року.
| Команда 1      | Рахунок | Команда 2            |
| -------------- | ------- | -------------------- |
| Лондон Лайонс  | 100–77  | Тюрк Телеком         |
| Ратіофарм Ульм | 79–88   | Ховентуд де Бадалона |
| Гран-Канарія   | 78–80   | Бешикташ             |
| Прометей       | 95–67   | Аріс                 |

### 1/4 фіналу
Матчі пройшли 12–13 березня 2024 року.
| Команда 1                | Рахунок | Команда 2            |
| ------------------------ | ------- | -------------------- |
| Париж                    | 86–70   | Ховентуд де Бадалона |
| Університатя Клуж-Напока | 79–91   | Лондон Лайонс        |
| Бург                     | 95–82   | Прометей             |
| Хапоель Тель-Авів        | 89–94   | Бешикташ             |

### Півфінали
Матчі пройшли 26 березня – 3 квітня 2024 року.
|   | Команда 1 | Серія | Команда 2     | 1-а гра | 2-а гра | 3-я гра* |
| - | --------- | ----- | ------------- | ------- | ------- | -------- |
| A | Париж     | 2–0   | Лондон Лайонс | 99–86   | 93–85   | –        |
| B | Бург      | 2–1   | Бешикташ      | 86–74   | 71–82   | 89–63    |

* за необхідності

### Фінал
Матчі пройшли 9–12 квітня 2024 року.
|  | Команда 1 | Серія | Команда 2 | 1-а гра | 2-а гра |
|  | --------- | ----- | --------- | ------- | ------- |
|  | Париж     | 2–0   | Бург      | 77–64   | 89–81   |